# Hephaistosita
L'hephaistosita és un mineral de la classe dels halurs. Rep el seu nom d'Hephaistos (Hefest), déu del foc a la mitologia grega, qui equival al déu romà del foc, Vulcano, la seva localitat tipus.

## Característiques
L'hephaistosita és un halur, un clorur de tal·li i plom de fórmula química TlPb₂Cl₅. Va ser aprovada per l'Associació Mineralògica Internacional com a espècie vàlida l'any 2007. Cristal·litza en el sistema monoclínic, formant cristalls tabulats en {001}. És isostructural amb la challacolloïta, de la qual és el seu anàleg amb tal·li.
Segons la classificació de Nickel-Strunz, l'hephaistosita pertany a «03.AA - Halurs simples, sense H₂O, amb proporció M:X = 1:1, 2:3, 3:5, etc.» juntament amb els següents minerals: marshita, miersita, nantokita, UM1999-11:I:CuS, tocornalita, iodargirita, bromargirita, clorargirita, carobbiïta, griceïta, halita, silvina, vil·liaumita, salmiac, UM1998-03-Cl:Tl, lafossaïta, calomelans, kuzminita, moschelita, neighborita, clorocalcita, kolarita, radhakrishnaïta i challacolloïta.

## Formació i jaciments
Es troba en fragments de bretxes piroclàstiques alterades en fumaroles a altes temperatures, més probablement formada com un sublimat. Sol trobar-se associada a altres minerals com: bismutinita, cotunnita, challacolloïta o pseudocotunnita. Va ser descoberta al cràter La Fossa, a l'illa de Vulcano, Lipari (Província de Messina, Sicília, Itàlia), l'únic indret on se n'ha trobat.